# Xinlu'ao Shuiku
Xinlu'ao Shuiku (kinesiska: Xinlu’ao Shuiku, 新路岙水库) är en reservoar i Kina. Den ligger i provinsen Zhejiang, i den östra delen av landet, omkring 160 kilometer öster om provinshuvudstaden Hangzhou. Xinlu'ao Shuiku ligger 23 meter över havet. Arean är 0,86 kvadratkilometer. I omgivningarna runt Xinlu'ao Shuiku växer i huvudsak blandskog. Den sträcker sig 2,6 kilometer i nord-sydlig riktning, och 1,1 kilometer i öst-västlig riktning.
Genomsnittlig årsnederbörd är 1 981 millimeter. Den regnigaste månaden är juni, med i genomsnitt 355 mm nederbörd, och den torraste är januari, med 68 mm nederbörd.